# 红尾霸鹟
红尾霸鹟（学名：Terenotriccus erythrurus）是雀形目霸鹟科的一种鸟类，属于单型的红尾霸鹟属（学名：Terenotriccus）。
红尾霸鹟体重约7.4克，翼长约47.6毫米，喙宽度约3.5毫米，喙厚度约2.5毫米，嘴峰长约9毫米，跗蹠长约14.8毫米，尾长约38.1毫米。
红尾霸鹟是留鸟，栖息在森林，它们是食肉动物，主要以昆虫、蜘蛛等陆生无脊椎动物为食。